# Polvo (banda)
Polvo es una banda estadounidense de noise rock independiente, originarios de Chapel Hill, Carolina del Norte. La banda, formada en 1990, es liderada por los guitarristas/vocalistas Ash Bowie y Dave Brylawski; seguidos por Brian Quast en la batería y Steve Popson en el bajo. Eddie Watkins era el baterista original de Polvo, pero decidió no tocar con la banda en la reunión de 2008.
Polvo generalmente son considerados exponentes standard del género del math rock, aunque en entrevistas la banda rechazara ese término. Su sonido se caracteriza por riffs de guitarra complejos, disonantes, con un ritmo constante, complementando letras crípticas y frecuentemente surrealistas. El sonido de la banda era tan angular e impredecible que los guitarristas de Polvo fueron frecuentemente acusados de ser incapaces de tocar la guitarra correctamente. Las canciones y el arte gráfico de Polvo frecuentemente incluían temáticas y referencias asiáticas o "exóticas". La palabra "polvo", además de su significado en español, también significa "pulpo" en portugués. En España, "polvo" es lenguaje vulgar para designar el coito.

## Discografía
La discografía de Polvo consiste en cinco LP, tres EP, cinco sencillos y tres colaboraciones en compilaciones.

### LP
- Cor-Crane Secret (LP/CD, 1992, bajo Merge Records)
- Today's Active Lifestyles (LP/CD, 1993, bajo Merge Records)
- Exploded Drawing (Doble LP/CD, 1996, bajo Touch & Go Records)
- Shapes (LP/CD, 1997, bajo Touch & Go Records)
- In Prism (LP/CD, 2009, bajo Merge Records)

### EP
- Celebrate the New Dark Age (CD/Boxset con tres 7", 1994, bajo Merge Records]])
- Polvo (CD, 1995, bajo Jesus Christ Records. Es un relanzamiento del sencillo doble 7" "Can I Ride")
- This Eclipse (CD/EP, 1995, bajo Merge Records)

### Sencillos
- "Can I Ride" (Doble 7", 1990, bajo Kitchen Puff Records)
- "Vibracobra" (7", 1991, bajo Rockville Records)
- "El Cid" (7" en colaboración con Erectus Monotone, 1992, bajo Merge Records)
- "Tilebreaker" (7", 1993, bajo Merge Records)
- "Two Fists/All the Cliches Under Broadway" (7" en colaboración con New Radiant Storm King, 1994, bajo Penny Farthing Records)

### Colaboraciones en compilaciones
- "Mexican Radio" (cover de Wall of Voodoo) en el CD a beneficio Tannis Root Presents: Freedom of Choice (1992, bajo Tannis Root Records)
- "Watch The Nail" en Rows of Teeth (1994, bajo Merge Records)
- "Reverse Migraine" en Music From The Motion Picture Reach The Rock (1998, bajo Hefty Records)